# Église Saint-Étienne de Sahorre
Pour les articles homonymes, voir Église Saint-Étienne et Saint-Étienne (homonymie).
L'église Saint-Étienne de Sahorre est une église catholique romane située à Sahorre, en France.

## Localisation
L'église est située dans le département français des Pyrénées-Orientales, sur la commune de Sahorre. Elle surplombe le bourg et la vallée, à 100 m à l'ouest du bourg.

## Historique
L'église Saint-Étienne de Sahorre est construite au XIIe siècle ou au début du XIIIe siècle, le clocher-tour quelques années après l'église proprement dite, sur une église plus ancienne.
Au XVIIIe siècle, les baies du clocher sont en partie comblées par des murets afin de faire de cette tour un ouvrage défensif.
En 1896, Jean-Auguste Brutails signale que l'église Saint-Étienne est abandonnée et que ses voûtes se sont « rompues » mais qu'elle conserve encore son carillon.
L'édifice est classé au titre des monuments historiques en 1911.

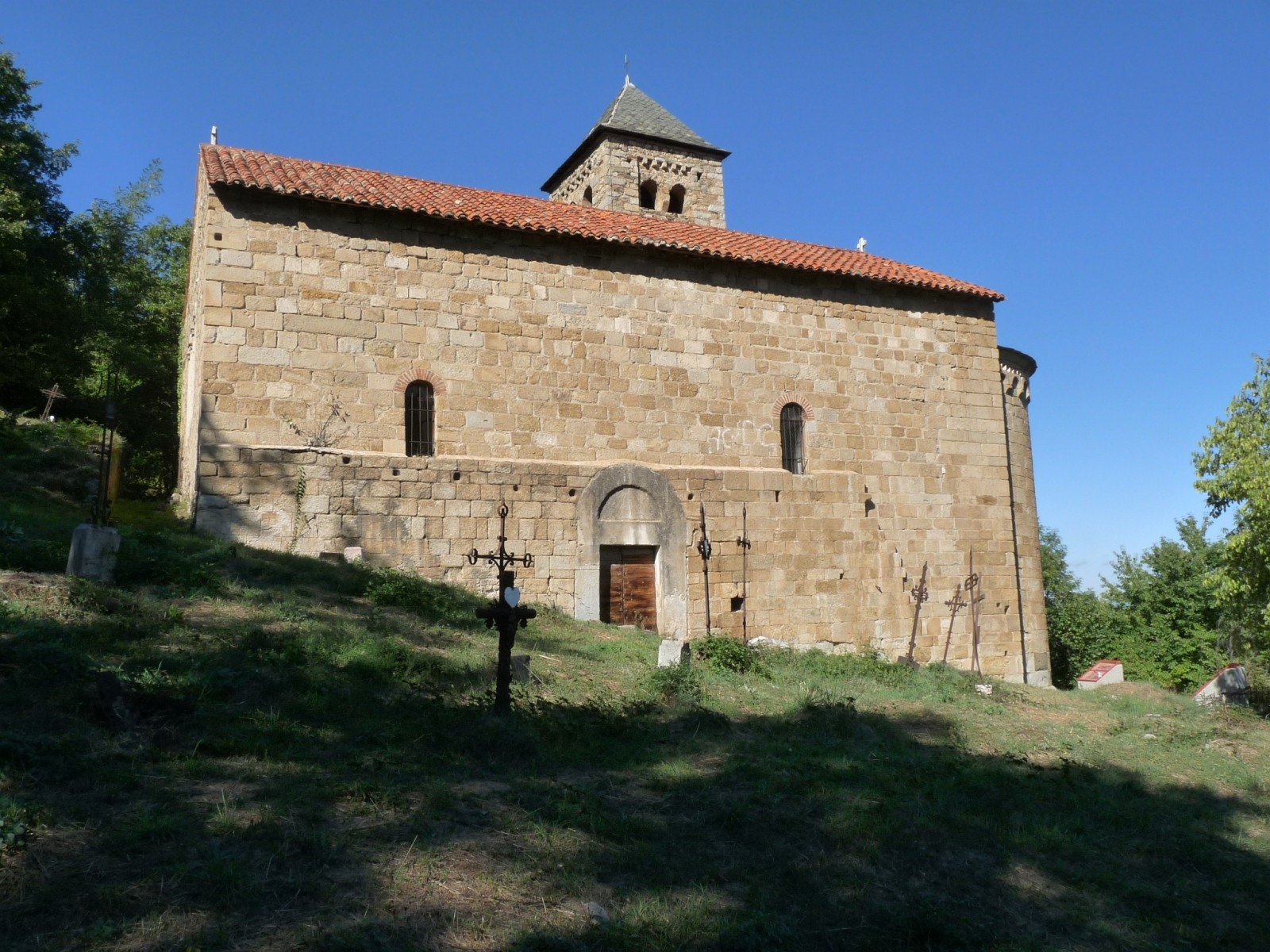
Façade sud avec l'entrée
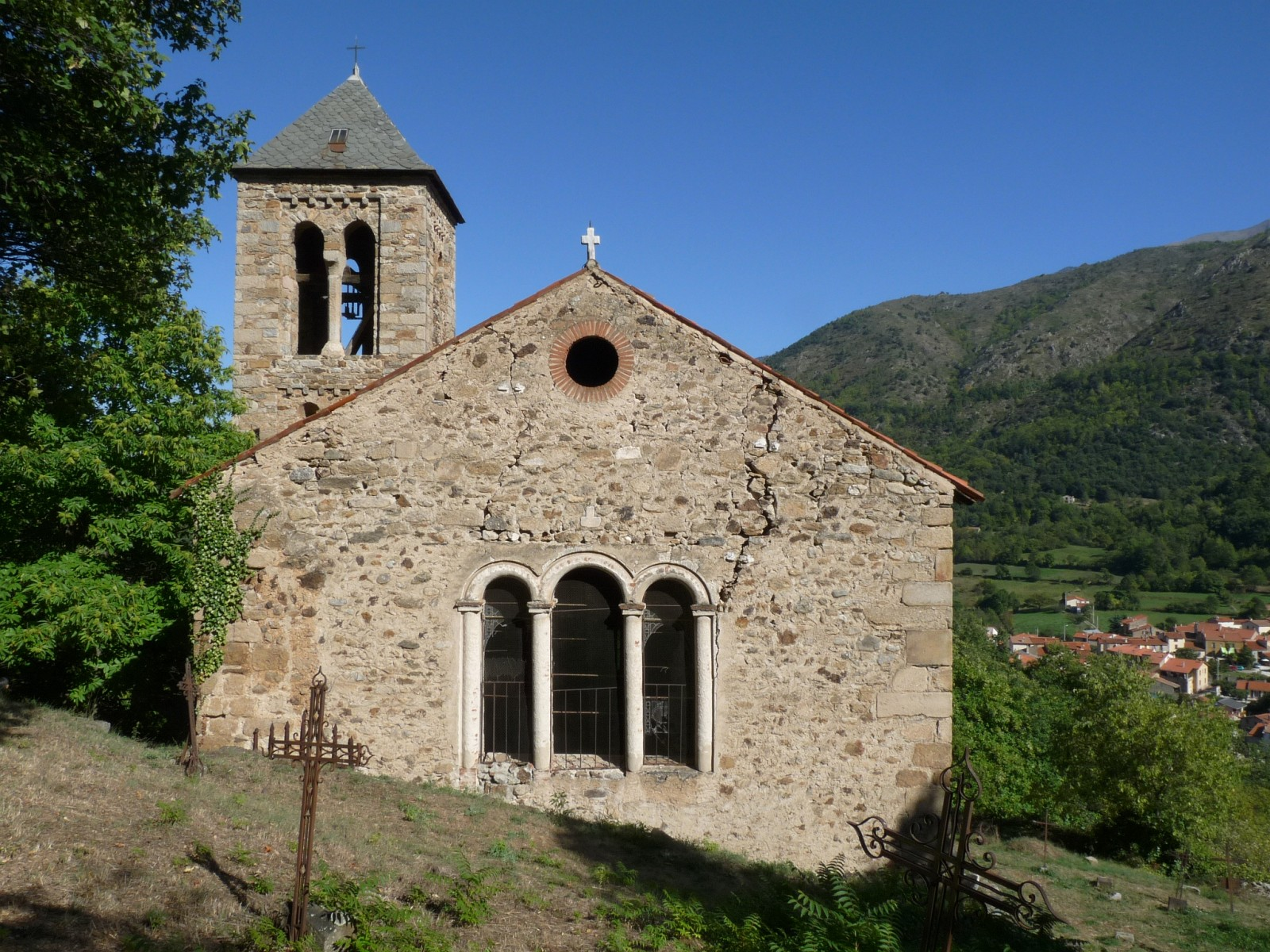
Façade ouest
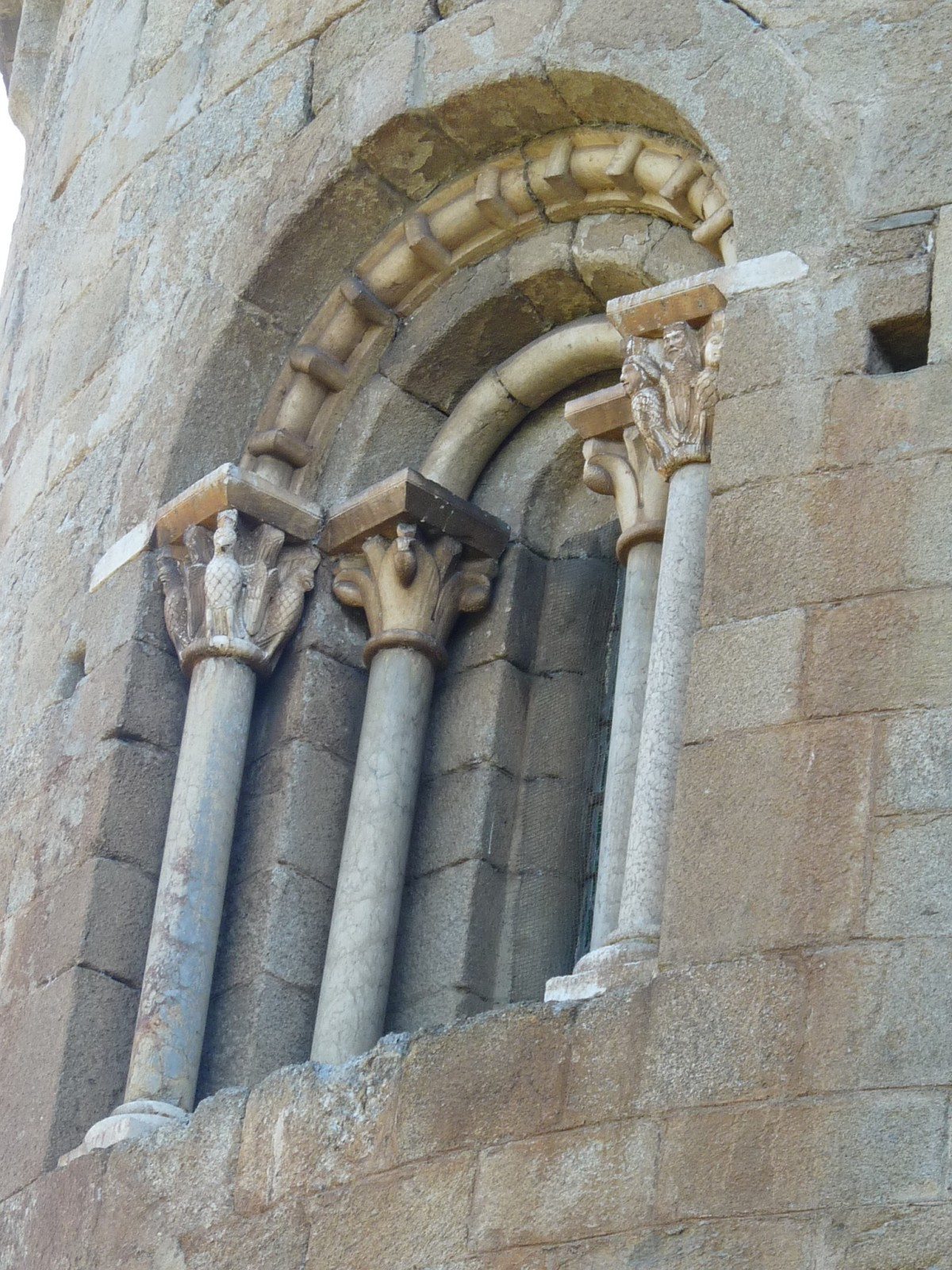
Fenêtre de l'abside, à l'est

## Architecture
Saint-Étienne de Sahorre ressemble fortement à l'église Saint-Jean de Conat, que ce soit pour son plan, sa coupe, son appareil et son ornementation. Elle possède également de nombreux points communs avec la collégiale de Corneilla-de-Conflent.

### Plan

Plan de l'église Saint-Étienne de Sahorre, d'après Jean-Auguste Brutails et Noël Bailbé.

L'église Saint-Étienne de Sahorre est formée d'une nef rectangulaire longue de 16,45 m et large de 6,60 m prolongée par une abside semi-circulaire. De part et d'autre de la nef, à proximité de l'abside, deux chapelles en arcs de cercles forment des enfoncements dans les murs. Ces absidioles sont remarquables car rien ne permet de les deviner de l'extérieur.
L'église est éclairée par des fenêtres au sud, à l'est (dans l'abside) et à l'ouest et est accessible par une porte au sud.
L'église est, comme la plupart des églises romanes, orientée ouest-est avec l'abside à l'est. Contre la face nord de l'église se dresse un clocher-tour de plan carré relié à la nef par un petit couloir.

### Murs et baies de l'église
Dans le mur nord de l'église se trouve une porte qui mène dans un étroit passage aboutissant au clocher.

### Clocher

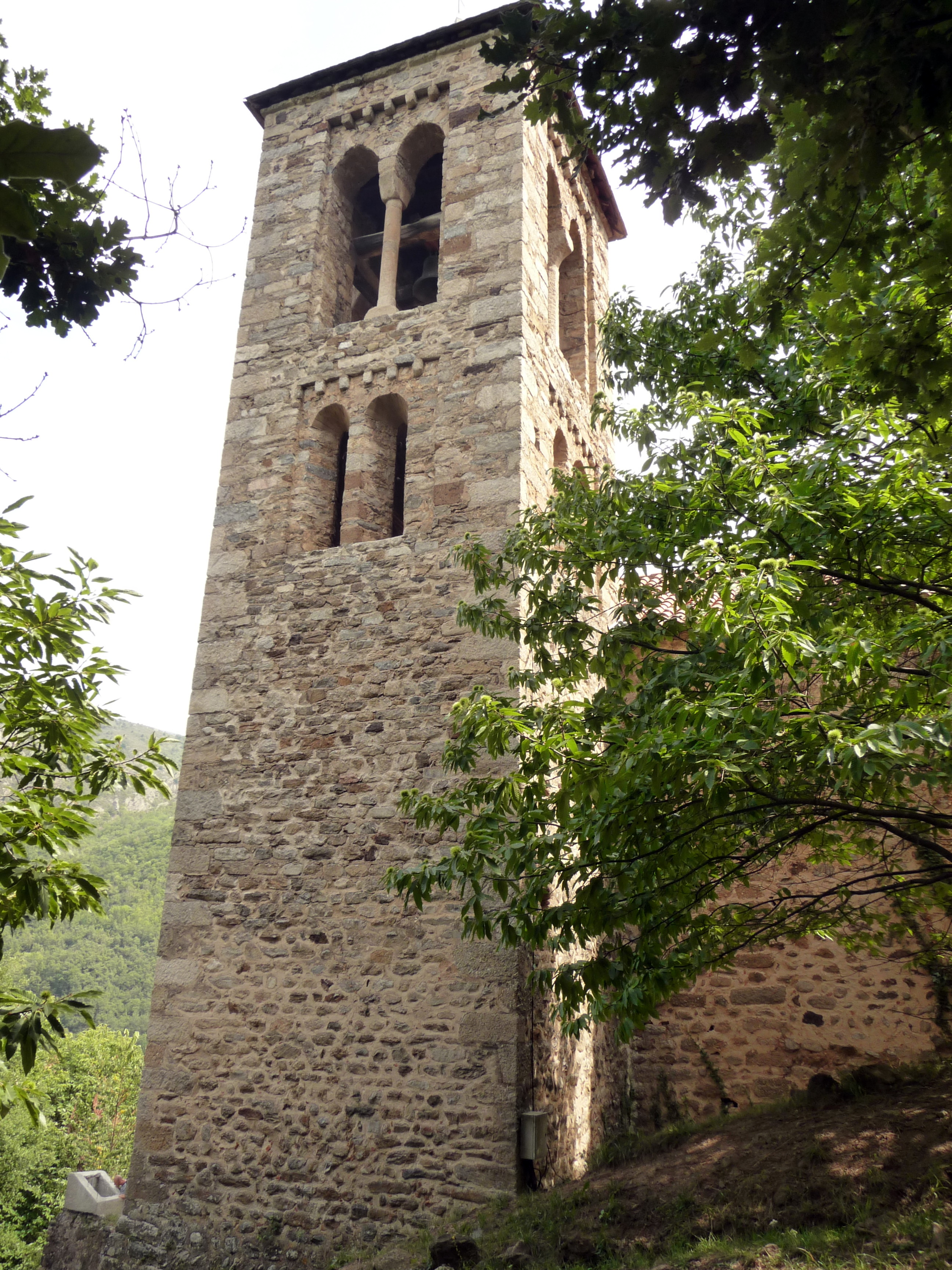
La face nord du clocher.

Les dimensions du clocher sont de 4,50 m pour chaque côté du carré et de 19 mètres pour la hauteur. Il est constitué de trois étages.
Les matériaux utilisés pour la construction du clocher-tour sont de trois types, comme pour la paroi nord de l'église. La partie porteuse est constituée de pierre martelée. Le parement est fait de pierre roulée et de moellons liés par du mortier. Pour les angles des murs et les décorations des baies, la pierre utilisée est du granite.
L'étage inférieur, haut de cinq mètres, offre un espace intérieur carré de 2,35 m de côté. Son plafond est une voûte brisée percée dans son angle nord-ouest par une trappe permettant d'accéder à l'étage supérieur. Les seules autres ouvertures de ce niveau sont une porte permettant de rejoindre l'église par le petit passage cité précédemment, ainsi qu'une petite fenêtre à double ébrasement dirigée vers l'est.
L'étage moyen ne comporte aucune fenêtre. Haut de trois mètres, il est séparé de l'étage supérieur par un plancher.
Le dernier étage occupe la hauteur restante. Il est ajouré par deux rangées de baies géminées (c'est-à-dire groupées deux par deux)perçant chaque face. La rangée inférieure comporte des fenêtres à double ébrasement en plein cintre, toutes identiques sauf sur la paroi sud où la proximité de l'église a forcé les constructeurs à réduire leur hauteur. Les baies de la paroi supérieures, en arc brisé et de plus haute taille que les précédentes, sont séparées par des colonnes, toutes surmontées d'un chapiteau non sculpté. Les fûts des colonnes nord et sud sont cylindriques alors que ceux des autres parois de section octogonale.
Le clocher est couvert par un toit pyramidal en ardoises.
Selon Noël Bailbé, le clocher de l'église Saint-Étienne de Sahorre est « pauvre en décoration mais bien construit ».

#### Livres et articles
- Noël Bailbé, Les clochers-tours du Roussillon, Perpignan, Société agricole, scientifique et littéraire des Pyrénées-Orientales, 1989 (ISSN 0767-368X)
- Noël Bailbé, Les portes des églises romanes du Roussillon, Perpignan, Société agricole, scientifique et littéraire des Pyrénées-Orientales, 2000
- Jean-Auguste Brutails, Notes sur l'art religieux du Roussillon, Paris, Leroux, 1896
- Géraldine Mallet, Églises romanes oubliées du Roussillon, Montpellier, Les Presses du Languedoc, 2003, 334 p. (ISBN 978-2-8599-8244-7)
- Maïa Matkowski, Approche monographique d'une église rurale du XIIe siècle dans le Conflent (Pyrénées Orientales) : Saint Étienne de Sahorre. (mémoire de maîtrise, s/la direction de G. Mallet, F.Robin et J.P. Suau, 2 vol.), Montpellier, université Paul Valéry, 2003
- Julie Vivier et Sylvain Lapique (préf. Virginie Czerniak), Guide des Pyrénées romanes, Toulouse, Éditions Privat, 2011, 365 p. (ISBN 978-2-7089-6902-5)
- (ca) « Sant Esteve de Saorra », dans Catalunya romànica, t. VII : La Cerdanya. El Conflent, Barcelone, Fundació Enciclopèdia Catalana, 1995 (lire en ligne)

#### Liens web
- « Clocher de Sahorre », conseil général des Pyrénées-Orientales
- « Église Saint-Étienne », notice no PA00104109, sur la plateforme ouverte du patrimoine, base Mérimée, ministère français de la Culture
- « Dossier de protection, Église Saint-Étienne » [PDF], base Mérimée, ministère français de la Culture